# James Thornhill
Pour les articles homonymes, voir Thornhill.
James Thornhill (25 juillet 1675 ou 1676 - 4 mai 1734) est un peintre anglais de sujets historiques travaillant dans la tradition baroque italienne.

## Biographie
Né à Weymouth, James Thornhill est élève de Thomas Highmore (1660–1720), un peintre-décorateur, Antonio Verrio et Louis Laguerre.
Il se spécialise ensuite dans la peinture d'histoire et en 1711, il forme avec Godfrey Kneller et Louis Laguerre, la  London Academy of drawing and painting, l'une des premières école d'art indépendante de Londres, sur Grand Queen Street. Des rivalités internes conduisent à sa fermeture.
Il devient peintre de la Cour en 1718 et membre de la Royal Society en 1723. Il est élu au Parlement de 1722 à 1734.
En 1722, il ouvre à Londres une nouvelle académie de peinture indépendante où le jeune William Hogarth entre en 1725. Thornhill l'encourage à produire des scènes de rue.
Hogarth épouse ensuite la fille du peintre, Jane, et en 1733, il accompagne Hogarth à la prison de Newgate pour rendre visite à une condamnée à mort, Sarah Malcolm (en), dont il existe plusieurs représentations signées par Hogarth.

## Œuvre

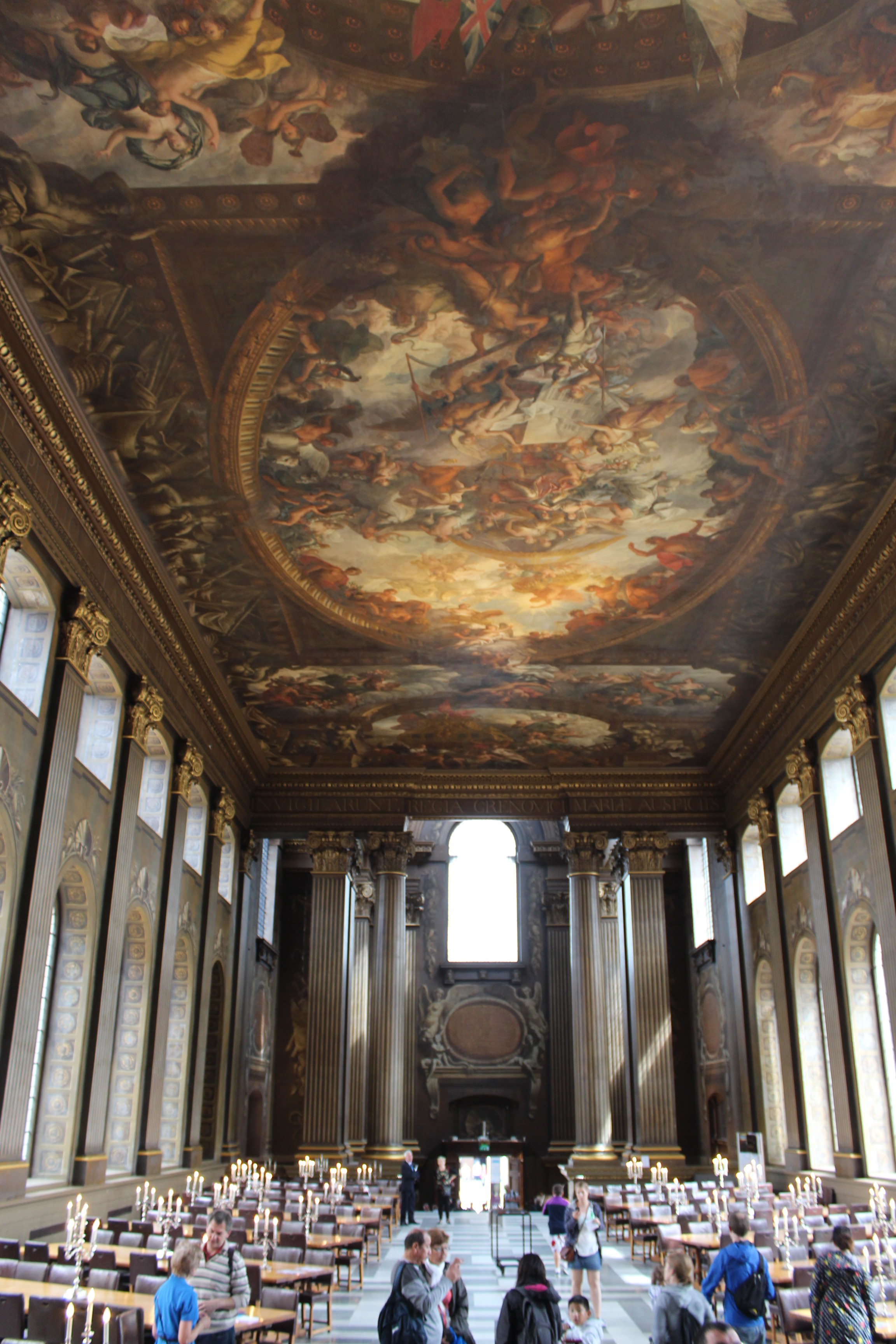
Painted Hall, Greenwich

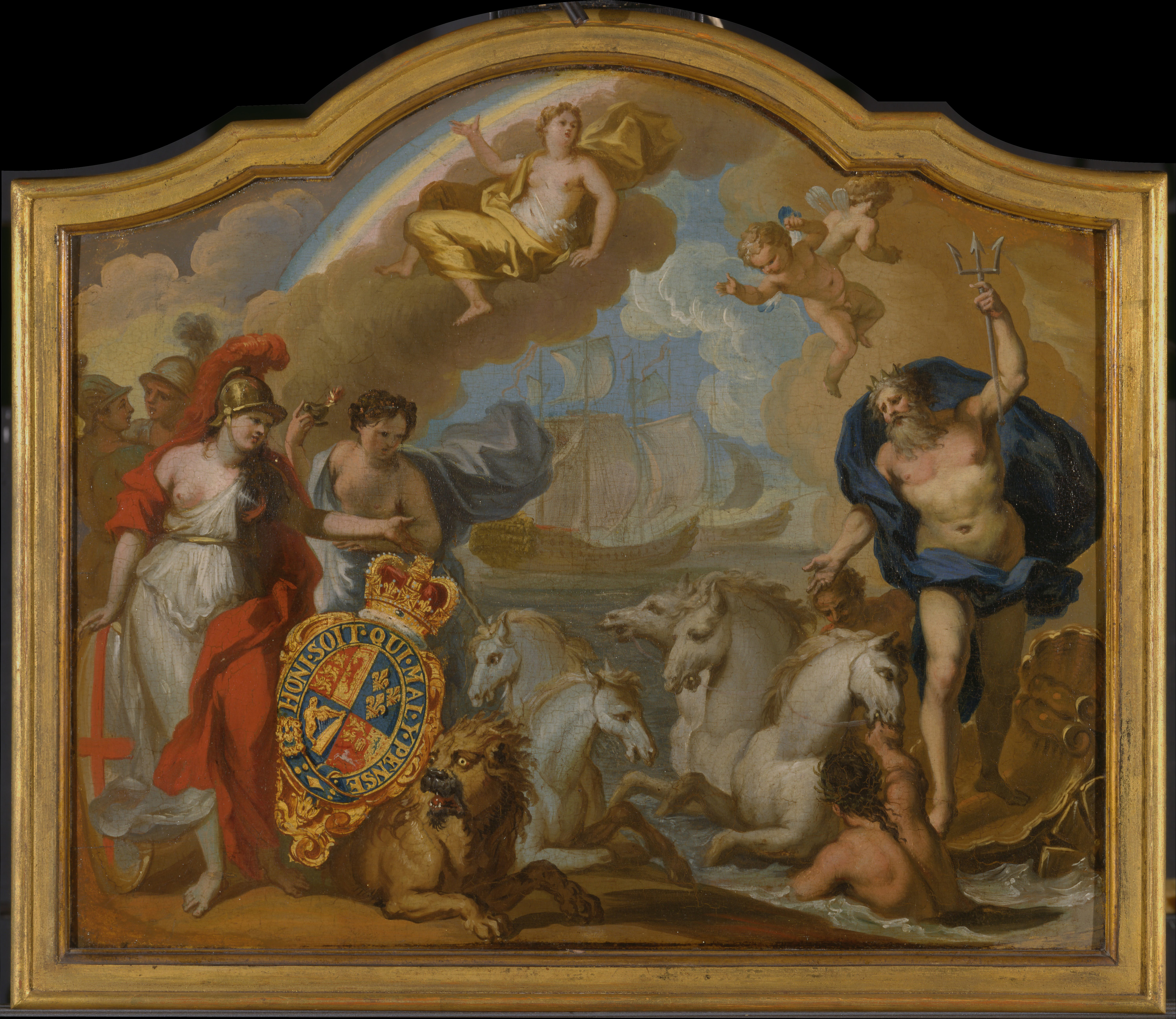
Puissance de la Grande-Bretagne
(vers 1720) Yale Center

Il travaille à quelques projets de grande envergure de peintures murales pour la décoration. La peinture du plafond du «Painted Hall» au Greenwich Hospital a une surface de 33,5 m² et a duré onze ans avec une importante équipe.
Il travaille également au dôme de la cathédrale Saint-Paul de Londres, au palais de Blenheim et à Chatsworth House et Wimpole Hall. On a de lui également des paysages et des portraits.
- Thétis acceptant le bouclier d'Achille de Vulcain (vers 1710), Tate Britain, Londres[2], partie d'une série de peinture pour Hanbury Hall dans le Worcestershire pour l'avocat Thomas Vernon[3].
- Allégorie du pouvoir de la Grande-Bretagne par la mer, , panneau décoratif conçu pour le carrosse de cérémonie de George Ier (vers 1720), 46 × 53 cm, Yale Center for British Art, New Haven